# TEE Goethe II
Le TEE Goethe II était un train rapide qui reliait Dortmund à Frankfurt, de 1979 à 1983. Exploité par la Deutsche Bundesbahn, le TEE Goethe II était un Trans-Europ-Express (donc uniquement en première classe) jusqu'à la fin du service d'hiver le vendredi 27 mai 1983 puisqu'il cessait définitivement de circuler.
Le nom de ce TEE fait référence à Goethe, écrivain, homme politique et savant allemand (1749-1832).

## Parcours et arrêts
- 27 mai 1979 Dortmund, Bochum, Essen, Duisburg, Düsseldorf, Köln, Bonn, Koblenz, Mainz, Frankfurt, (338,8 km). Les vendredis en sens impair seulement : Frankfurt, Wurzburg, Nürnberg, (576,5 km). Ne circule pas les dimanches et fêtes en sens impair ainsi que les samedis en sens pair[1].
- 1er juin 1980 Suppression du prolongement Frankfurt-Nürnberg des vendredis. Ne circule plus les samedis, dimanches et fêtes dans les deux sens[1].
- 26 septembre 1982 Itinéraire limité à : Dusseldorf, Köln, Bonn, Koblenz, Mainz, Frankfurt, (261,6 km). Ne circule pas les samedis, dimanches ainsi que le jours de fêtes[1].
- 29 mai 1983 TEE supprimé[1].

## Numérotations
- 27 mai 1979 TEE 25-24[1]

## Matériel et compositions
- 27 mai 1979 Voitures TEE de la DB comprenant : 3 Av, 1 Ap, 1 ARD, 1 WR, avec roulement en cascade sur 4 jours aux TEE 25-26-7-6-27-24[1].
- 30 septembre 1979 Composition ramenée à : 2 Av, 1 Ap, 1 WR[1].
- 31 mai 1981 Composition modifiée pour 3 Av, 1 Ap, 1 Ar[1].
- 26 septembre 1982 Composition limitée à : 3 Av, 1 Ap. Restauration assurée par la DSG[1].